# Gârbeni
Gârbeni – wieś w Rumunii, w okręgu Botoszany, w gminie Havârna. W 2011 roku liczyła 420 mieszkańców.